# Stefan Gartenmann
Stefan Gartenmann (Roskilde, 2 de febrero de 1997) es un futbolista danés, nacionalizado suizo, que juega en la demarcación de defensa para el Ferencváros TC de la Nemzeti Bajnokság I.

## Selección nacional
Tras jugar en las categorías inferiores de la selección, finalmente hizo su debut con la selección de Suiza el 21 de marzo de 2025 en un encuentro amistoso contra Irlanda del Norte que finalizó con un resultado de empate a uno tras el gol de Isaac Price para el combinado norirlandés, y de Vincent Sierro para Suiza.

## Clubes
| Club                    | País         | Año       | Partidos | Goles |
| ----------------------- | ------------ | --------- | -------- | ----- |
| SC Heerenveen           | Países Bajos | 2015-2017 | 0        | 0     |
| Sønderjyske Fodbold     | Dinamarca    | 2017-2022 | 174      | 10    |
| FC Midtjylland          | Dinamarca    | 2022-2023 | 38       | 4     |
| Aberdeen F. C. (cedido) | Escocia      | 2023-2024 | 45       | 3     |
| Ferencváros TC          | Hungría      | 2024-     | 43       | 3     |

## Palmarés

### Títulos nacionales
| Título                 | Club                | País      | Año  |
| ---------------------- | ------------------- | --------- | ---- |
| Copa de Dinamarca      | Sønderjyske Fodbold | Dinamarca | 2020 |
| Superliga de Dinamarca | FC Midtjylland      | Dinamarca | 2024 |
| Nemzeti Bajnokság I    | Ferencváros TC      | Hungría   | 2025 |